# Cyrtodesmus bifurcus
Cyrtodesmus bifurcus är en mångfotingart som beskrevs av Loomis 1964. Cyrtodesmus bifurcus ingår i släktet Cyrtodesmus och familjen Cyrtodesmidae. Inga underarter finns listade i Catalogue of Life.